# Josef Hronek
Josef Hronek (17 ottobre 1921 – 2 ottobre 2004) è stato un calciatore cecoslovacco, di ruolo attaccante.

## Carriera

### Nazionale
Il 18 aprile 1948 esordisce contro la Polonia (3-1).

## Palmarès

### Club

#### Competizioni nazionali
- Campionato cecoslovacco: 1

Sparta: 1947-1948